# 魏伯勤
魏伯勤（1966年4月30日—）為台灣男性演員、配音員。

## 人物介紹
- 原以演員身分參與中國電視公司電視劇《成功嶺上》、《一加一不等於二》等戲劇演出，後轉入幕後從事配音工作。

## 配音作品
- 主要角色名稱以粗體顯示。
- 以下皆為國語配音。

### 中國大陸動畫
- 《西遊記 (2010年電視動畫)》：豬八戒

### 中國大陸戲劇
- 《神話》：高要（趙高）、扶蘇、畫家

### 電影
- 1993《射鵰英雄傳之東成西就》：西毒歐陽鋒（梁朝偉飾演）
- 1993《超級學校霸王》：陳大雄(余鐵雄)（張衛健飾演）
- 1993《正牌韋小寶之奉旨溝女》：韋小寶（梁朝偉飾演）
- 1994《凌凌漆大戰金鎗客》：凌凌義（于榮光飾演）、陳司令（葉進飾演）、攝影藝術家（黃老邪飾演）、鐵腿水上漂（李力持飾演）
- 1994《破壞之王》：阿牛（谷德昭飾演）、賣黃牛票的男子、詢問大師兄拍三級片的記者、擂台賽播報員（梁榮忠飾演）
- 1994《洪熙官之少林五祖》：西域妖僧（孫建魁飾演）
- 1995《鼠膽龍威》：兔子（林國斌飾演）
- 1996《賭神2》：屠軍（盧惠光飾演）、香腸攤販(田啟文飾演)

### 日本動畫
- 《網球王子》：手塚國光、河村隆（ep.98起）、神尾明、石田鐵、觀月初（ep.163-170除外）、金田一郎（ep.161除外）、南健太郎、冥戶亮（ep.53起）、樺地崇弘、鳳長太郎（ep.53-68）、日吉若（ep.68）、瀧荻之介、梶本貴久（ep.77-85）、神城玲治（ep.77-86）、黑羽春風、幸村精市、真田弦一郎（ep.54-68）、仁王雅治（ep.120-124）、切原赤也（ep. 104起）、越前南次郎、老爹（ep.90）、荒井將史、布川公義、比利·凱西帝、阿諾得·伊格尼秀夫
- 《網球王子特別篇—夢想的終點：全國大賽最終章》：手塚國光、河村隆、幸村精市、切原赤也、冥戶亮（ep.8-13）、樺地崇弘、日吉若（ep.25起）、丸井聞太（ep.14-19、30除外）、木手永四郎（ep.1-6）、甲斐裕次郎（ep.20起）、白石藏之介（ep.14起）、千歲千里（ep.8）、忍足謙也（ep. 14起）、金色小春（ep.14起）、神尾明、觀月初、黑羽春風、木更津亮、越前南次郎、老爹、荒井將史、牛田鐵夫（ep.5）、宮瀨智則（ep.1）
- 《網球王子特別篇：那時候的我們》：手塚國光、幸村精市、切原赤也、白石藏之介、樺地崇弘、日吉若、丸井聞太、忍足謙也、金色小春
- 《新網球王子》：手塚國光、河村隆、幸村精市、切原赤也、白石藏之介、樺地崇弘、日吉若、丸井聞太、甲斐裕次郎、忍足謙也、金色小春、神尾明、觀月初、黑羽春風、早乙女晴美、右端韋太郎、中河內外道（ep.14起）、鷲尾一茶、平理敦平、拓植龍二、三船入道
- 《數碼寶貝》：石田大和、甲蟲獸、伽樓達獸、鋼鐵海龍獸、啟示錄獸、獅子獸、惡魔獸、石田裕明、城戶進
- 《數碼寶貝02》：麻鷹獸、飛蟲獸（含其後型態）、石田大和、甲蟲獸、及川悠紀夫、貝利亞吸血魔獸、石田裕明、本宮大輔（成年）、泉光子郎（成年）、一乘寺賢的父親
- 《數碼寶貝03馴獸師之王》：小妖獸／墮天地獄獸、秋山遼、山木滿雄、單角龍獸、獅子獸、守衛獸、青龍獸、玄武獸、飛虎獸、天龍獸、白羊獸、野豬獸、李鎮宇、水野伍郎
- 《數碼寶貝04無限地帶》：基路比獸、黑獅獸／暗黑獸、六翅獸 墮落型態
- 《VR快打》：影丸※AXN/Animax版本，傑克布萊恩※民視版本
- 《凡爾賽玫瑰》：安德烈、奧蘭公爵、聖傑斯特
- 《大盜五佑衛門》：五佑衛門
- 《女神候補生》：加爾
- 《小魔女Doremi》：春風溪介、春風雄介、藤原明、妹尾幸治、岡村惣一、瀬川剛、飛鳥建三、校長、教務主任、八太郎、洛依（成年）、尚恩、魔法師世界的國王、歐西西迪伯爵、老頭阿迪
- 《天使領域》：三原、每孝
- 《火魅子傳》：九峪、紫香樂
- 《爆烈戰士》：波奇郎、阿蛇
- 《光劍星傳EX》：克勞德
- 《守護天使莉莉佳》：加納望
- 《艾儷兒》：豪特
- 《忍空》：藍眺
- 《忍者小叮噹》：阿福（後期）、獅子頭
- 《忍者哈特利》：煙卷煙藏、三葉健太郎
- 《抓狂一族》：花枝丸
- 《男女蹺蹺板》：十波健史
- 《秀逗泰山》：阿達
- 《怪盜聖少女》：佐渡真人、大倉、日向教授、黑田先生
- 《金田一少年事件簿》：金田一一※民視/台視版本
- 《金魚注意報》：天葵、田大山、校長
- 《哈雷小子》：古普達、克萊佛
- 《城市獵人》：冴羽獠※早期版本
- 《相聚一刻》：五代裕作
- 《紅色疾風》：朱里
- 《若草四姐妹》：爸爸、勞倫斯爺爺
- 《恐龍救生隊》：喬治
- 《時空幻境》：里德
- 《時空偵探》：博士
- 《神劍闖江湖》：相樂左之助※AXN/Animax版本
- 《迷糊女戰士》：易路扒佐
- 《閃靈二人組》：美堂蠻、葉條夜
- 《鬼神童子》：前鬼
- 《偵探學園Q》：遠山金太郎※AXN/Animax版本
- 《彗星公主》：父親、國王、經紀人
- 《通靈王》：阿彌陀丸、馬爾科
- 《蠟筆小新》：野原廣志（前18集）、佐藤正男（前18集＆第291集起）、園長先生（第三代），野原銀之介、動感超人、川口（後期），四郎、苦汁屋京助、鳩谷席林、武藏野劍太
- 《麻煩巧克力》：可可亞
- 《最遊記》：玄奘三藏、獨角兒
- 《開花小天使》：阿蕺、天翼小噴壺
- 《櫻桃小丸子》：櫻宏志、丸尾末男、濱崎憲孝、穂波真太郎※第一＆三代，藤木茂※第一代部分＆第三代，櫻友藏、秀大叔/西城秀治、佐佐木茂男、中野小心、旁白※第三代
- 《福星小子》：面堂終太郎也
- 《蒸氣偵探團》：鳴瀧
- 《齊天烈大百科》：熊田薰、敏三郎※衛視中文台版本
- 《犬夜叉 完結篇》：奈落、邪見、鋼牙、夢幻的白夜、刀刀齋、魍魎丸、刀秋
- 《戰艦女高手》：弗利卡
- 《鋼之鍊金術師》：羅伊·馬斯坦古、古利德、瓦特·法爾曼、克雷、斯卡、48號（兄）
- 《鋼之鍊金術師BROTHERHOOD》：羅伊·馬斯坦古、斯卡、提姆·馬可、66號、多明尼克·雷克魯多、馮·霍恩海姆、父親大人、斯洛烏斯
- 《獵人（舊版）》：雷歐力·帕拉丁奈特、凱特、賽吒、疾鬥、富蘭克林、夏奇莫諾、磊札、巴拉、篤恩
- 《羅德斯島戰記-英雄騎士傳-》：凱伊
- 《魔投手》：王大蠻
- 《魔法小巫仙》：本丸父、原子力、松五郎、萊巴
- 《魔法陣天使》：魔王沙其馬
- 《極速方程式》：安藤信（中學時期）
- 《少年足球》：織田和仁、佐藤真悟、島本守
- 《網路女戰士》：IR、瞬、一太郎、犬養博士、春日伸一
- 《北斗神拳》：拳四郎、利卓、禪業、少年沙烏剎
- 《甲蟲王者》：比比、古拉姆、魔德
- 《金肉人II世》：筋肉萬太郎、刀疤臉（馬爾斯）、委員長
- 《魔法少年賈修》：巴爾可·福爾高雷、可夫卡·桑比姆、萬能博士、布拉葛、亞斯
- 《彩夢芭蕾》：輝繆
- 《大嘴鳥》：萬事通博士、團團轉刑警／怪盜蒙奇、曼拉吉利、迪曼頓、美眉鳥的爸爸、田中先生、I-31號、瞪眼鳥、急匆匆先生
- 《楚楚可憐超能少女組》：皆本光一、谷崎一郎
- 《逆轉監督》：達海猛
- 《名偵探柯南》：毛利小五郎、服部平次、怪盗基德／黑羽快斗、白鳥任三郎、千葉和伸、琴酒、松本清長、弓長警部※第二代
- 《賭博默示錄》：利根川幸雄、平衡理論男子、北見、岡林、坂井、藤野（#14）、西田、11號（後期）
- 《聖鬥士星矢》：星矢、艾奧里亞、艾奧羅斯、卡妙、童虎（老師）、阿布羅狄、克利修納、卡薩、齊格菲、芬里爾、旁白
- 《聖鬥士星矢Ω》：射手座星矢
- 《洛克人EXE (動畫)》：布魯斯、日暮闇太郎、光祐一朗、火野健一、電擊伯爵、拉伍、火焰人、電擊人、鯊魚人
- 《洛克人EXE AXESS》：布魯斯、日暮闇太郎、偵查人、光祐一朗、火野健一、火焰人、鯊魚人
- 《七龍珠》：飲茶、亞奇洛貝、桃白白、裁判※ep.105
- 《小小男子漢》：井川強

### 西方動畫
- 《地球超人》：梅爾
- 《小童童歷險記》：搗蛋鴨
- 《無敵神貓》：布雷克
- 《洛克人》：洛克人
- 《傻大貓與崔弟之謎》：傻大貓
- 《童話王國（英语：Wolves, Witches and Giants）》：所有角色
- 《阿達一族》：费斯特
- 《寶貝樂一通》：酷酷鴨、大茲
- 《小孩大聯盟》：二號小孩
- 《飛天小女警》：毛茸怪獸（後期）、古拉柏、哈洛史密斯、旁白
- 《搗蛋三傻》：艾迪
- 《德克斯特的實驗室》：爸爸、維哈林、庫克
- 《兔寶寶與達菲鴨》：達菲鴨
- 《降世神通》：蘇卡、傲賽、傑、趙總督
- 《樂一通秀》：達菲鴨、傻大貓
- 《膽小狗英雄》：無名小鎮新聞主播、狐狸
- 《海綿寶寶》：海綿寶寶`海綿浪人`不良醜女`海綿寶哥`原使人海綿寶寶`未來人海綿寶寶
- 《會說話的湯姆和朋友》：漢克
- 《Ben 10》：野魔藤、惡爆蛙、綠眼魔
- 《Ben 10 外星英雄》：惡爆蛙
- 《Q版大英雄》：鋼鐵人、黏糊屁哥、史剋奇、冰人
- 《機械戰士REX》：卡倫上尉
- 《我的麻吉是猴子》：小傑
- 《寶貝樂一通》：酷酷鴨、大茲
- 《正義聯盟》：火星客、推理王、小丑、達西天神
- 《水火：108》：貓王
- 《鋼鐵人（2009）》：飛鞭子
- 《熱血搜救隊》：虎紋哥
- 《幻影丹尼》：瓦拉·馬斯特、幽靈禿鷹
- 《傑克武士》:部分路人角色

### 特攝片
| 播映年份 | 作品名稱                                  | 配演角色                       | 角色演員                                 | 首播平台   | 備註   |
| -------- | ----------------------------------------- | ------------------------------ | ---------------------------------------- | ---------- | ------ |
|          | 超人力霸王雷歐斯                          | 日野隆義                       | 森田猛虎                                 |            |        |
| 2001     | 超人力霸王蓋亞：超時空之大決戰            | 高山我夢                       | 吉岡毅志                                 |            | 劇場版 |
| 2003     | 假面騎士空我                              | 飾玉三郎 旁白                  | 喜多郎 立木文彥                          | 八大戲劇台 | TV版   |
| 2003     | 百獸戰隊牙吠連者                          | 鷲尾岳 大神月磨 洛基 羶氣 旁白 | 堀江慶 玉山鐵二 竹本英史 鄉里大輔 增岡弘 | 八大戲劇台 | TV版   |
| 2004     | 忍風戰隊颶風者 颼 颼！The Movie           | 椎名鷹介                       | 塩谷瞬                                   | 卡通頻道   | 劇場版 |
| 2005     | 爆龍戰隊暴連者 DELUXE 暴連者的暑假好冰喔! | 大野飛鳥                       | 阿部薰                                   | 卡通頻道   | 劇場版 |
| 2006     | 特搜戰隊刑事連者                          | 戶增寶兒 姶良鐵幹 文達 旁白    | 林剛史 吉田友一 楠見尚己 古川登志夫      | 八大戲劇台 | TV版   |

### 韓劇
- 《玻璃鞋》：張在赫、朴貴中、尹瑞俊、吳漢榮、黃國圖、張在赫（少年）
- 《海神》：閻長
- 《商道》：鄭治壽、李福太
- 《我人生最後的緋聞》：安維植
- 《朱蒙》：朱蒙、解慕漱、優台、茅八慕、羅路
- 《醫道》：柳道知、千良太
- 《李祘》：朴大壽、李天
- 《真愛On Air》：李慶民
- 《大老婆的反擊》：韓善秀、李基狄
- 《愛在青瓦臺》：劉管弼
- 《明星的戀人》：徐泰碩、孫河瑩、徐雨振
- 《燦爛的遺產》：李俊亨、朴太修、陳永錫
- 《原來是美男》：安社長
- 《電視劇帝王》：南雲亨
- 《不要猶豫》：崔民英
- 《妻子回來了》：閔永勛、閔聖泰、南泰振
- 《學習之神》：洪燦斗
- 《歡樂滿屋》：鄭寶石、李光修
- 《Oh! My Lady 愛你喲》：柳始俊、崔泰玖
- 《我的女友是九尾狐》：車風
- 《人生多美麗》：爸爸、梁炳杰
- 《雅典娜》：李政宇
- 《幸福3小時》：車承孝
- 《大長今》：中宗
- 《秘密花園》：林宗守、崔東奎、文昌秀、李浚赫
- 《歡樂滿屋2：短腿的反擊》：高永旭、尹健、李迪、旁白
- 《擁抱太陽的月亮》：陽明、成祖大王、義成君、衡善
- 《巨人》：南英初[5]
- 《女人的香氣》：蔡恩錫、姜哲萬
- 《仁醫》：金景卓、金秉玉、許光、花豚、哲宗
- 《奇妙一家人》：許世達
- 《製作人的那些事》：羅俊模、朴春奉

### 日本動畫電影
- 《大雄的魔界大冒險》：滿月博士、大魔王迪馬王
- 《大雄的太陽王傳說》：莫加、士兵
- 《網球王子劇場版：二人武士 The First Game》：手塚國光、河村隆、豪華遊輪廚師
- 《網球王子劇場版：跡部的禮物～獻給你的網球祭～》：樺地崇弘、手塚國光、河村隆、神尾明、石田鐵、櫻井雅也、觀月初、金田一郎、冥戶亮、鳳長太郎、神城玲治、黑羽春風、切原赤也、丸井聞太、老爹、荒井將史、石川校長
- 《網球王子劇場版：決戰英國網球城！》：手塚國光、切原赤也、白石藏之介、河村隆、幸村精市、樺地崇弘、日吉若、丸井聞太、忍足謙也、彼得
- 《聖鬥士星矢 LEGEND of SANCTUARY》：天馬座星矢／人馬座星矢、人馬座艾奧羅斯、寶瓶座卡妙、雙魚座阿布羅狄
- 《三國志-遼闊的大地》：曹操、趙雲、關平、馬良、曹丕、張昭、冷苞
- 《蠟筆小新：動感超人VS高衩魔王》：動感超人、佐藤正男、園長
- 《蠟筆小新：不理不理王國的秘寶》：哈布
- 《蠟筆小新：雲黑齋的野心》：雲黑齋、佐藤正男、園長
- 《蠟筆小新：搞怪遊樂園大冒險》：佐藤正男、園長、動感超人
- 《蠟筆小新：黑暗珠珠大追擊》：海克森、紫羅蘭(阿強)、南砂町男、園長、佐藤正男
- 《蠟筆小新：電擊！豬蹄大作戰》：佐藤正男、園長、巴魯、毛斯
- 《蠟筆小新：爆發！溫泉激烈大決戰》：草津、佐藤正男、園長
- 《蠟筆小新：風起雲湧的叢林冒險》：動感超人、佐藤正男、園長
- 《蠟筆小新：風起雲湧！猛烈！大人帝國的反擊》：佐藤正男、園長
- 《蠟筆小新：風起雲湧！壯烈！戰國大會戰》：佐藤正男、大正、大蔵井高虎、榊隼人佐晶忠、佐久間權兵衛
- 《蠟筆小新：風起雲湧！光榮燒肉之路》：老大、佐藤正男、園長、動感超人
- 《蠟筆小新：風起雲湧！夕陽下的春日部男孩》：佐藤正男
- 《蠟筆小新：3分鐘百變大進擊》：佐藤正男、園長、動感超人
- 《蠟筆小新：Amigo！森巴入侵計畫》：佐藤正男、園長
- 《蠟筆小新：小白的屁屁炸彈》：佐藤正男
- 《蠟筆小新：風起雲湧的金矛勇者》：佐藤正男、銅銅
- 《蠟筆小新：怒吼吧！春日部野生王國》：佐藤正男
- 《蠟筆小新：超時空！風起雲湧 我的新娘》：佐藤正男(幼年+成年)
- 《蠟筆小新：風起雲湧！黃金間諜大作戰》：佐藤正男、布拉姆、動感超人
- 《蠟筆小新 風起雲湧！我的宇宙公主！》：佐藤正男、烏拉納史賓（糊塗大臣）
- 《數碼寶貝 LAST EVOLUTION 絆》：石田大和、加魯魯獸、甲蟲獸、本宮大輔、海獅獸
- 《數碼寶貝02 THE BEGINNING》：本宮大輔、飛蟲獸、類的父親

### 西方動畫電影
- 《衝浪季節》：雷大砲
- 《貓狗大戰2》：丁哥
- 《史瑞克：快樂4神仙》：精靈小矮人
- 《異想天開》：伊果*（(海綿寶寶)）海神王的皇冠)）：海綿寶寶
- 《海綿寶寶 海陸大出擊》：海綿寶寶
- 《寵物當家》：巴弟

### 海外電影
| 播映年份 | 作品名稱                               | 配演角色                                                            | 角色演員                                                              | 備註                            |
| -------- | -------------------------------------- | ------------------------------------------------------------------- | --------------------------------------------------------------------- | ------------------------------- |
|          | 哈利波特系列電影                       | 飛七                                                                |                                                                       |                                 |
|          | 賭博默示錄2：人生奪回遊戲              | 一條聖也                                                            |                                                                       |                                 |
|          | GANTZ 殺戮都市 二部曲                  | 中村孝太 黑服·壹                                                    |                                                                       |                                 |
|          | 女巫也瘋狂                             | 柴克                                                                |                                                                       | 中華電信MOD福斯家庭電影頻道版本 |
|          | 鹹蛋超人狄格、帝納、凱亞－超時空大決戰 | 高山我夢                                                            |                                                                       |                                 |
|          | 盜賊門                                 | 朴澳門                                                              |                                                                       |                                 |
| 2009     | 網球王子：真人版電影                   | 手塚國光 河村隆 向日岳人 冥戶亮 樺地崇弘 伊武深司 佐佐部 越前南次郎 | 城田優 小谷嘉一 柄本時生 鈴木淳評 山川和俊 齋藤康嘉 篠田光亮 岸谷五朗 |                                 |

### 綜藝節目
- 衛視中文台《迷宮傳奇》：主持人理查·歐布萊恩（英语：Richard O'Brien）（1990年版節目第1季到第4季節目）
- 民視無線台《超級變變變》：評審長青島幸男（第64回前）
- 中國電視公司《電視大國民》：旁白（第2-7集）
- FOX台灣頻道《地獄廚房》：主持人戈登·拉姆齊（第11季起）

## 演員作品

### 電視劇
- 1984年 中視《成功嶺上》飾演 朱介瑋
- 1984年 中視《一加一不等於二》

### 電影
- 1998年《徵婚啟事》
- 2012年《愛 LOVE》飾 陸平酒友

## 外部連結
- 翡翠湖 121125 朋弟昇輝 大寶 魏伯勤先生專訪 （页面存档备份，存于）
- 徵婚啟事_魏伯勤_配音員 （页面存档备份，存于）